# ربکا هبست
ربه‌کا هبست (انگلیسی: Rebecca Herbst؛ زادهٔ ۱۲ مهٔ ۱۹۷۷) یک هنرپیشه، و بازیگر سینما اهل ایالات متحده آمریکا است. وی از سال ۱۹۸۶ میلادی تاکنون مشغول فعالیت بوده‌است.

## گزیده فیلمشناسی
از فیلم‌ها یا برنامه‌های تلویزیونی که وی در آن نقش داشته‌است می‌توان به آثار زیر اشاره کرد.
- زیبابین (فیلم ۱۹۹۰) (۱۹۹۰)